# Nerf

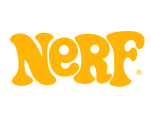
Logotipo original da Nerf (1969–1990)

Nerf (marca registrada em maiúscula como NERF) é uma marca de brinquedo criada por Parker Brothers e atualmente de propriedade da Hasbro. A maioria dos brinquedos é composta por uma variedade de armamentos à base de espuma, com outros produtos Nerf, incluindo bolas para esportes como o futebol americano, basquete e basebol. O mais notável dos brinquedos são as armas de dardo (referidas pela Hasbro como "atiradores") que disparam munições feitas de espuma Nerf. Como muitos desses itens foram lançados durante a década de 1970, os produtos Nerf geralmente apresentam cores neon brilhantes e texturas suaves semelhantes à bola Nerf. O slogan, que tem sido frequentemente usado desde a publicidade nos anos 90, é "É Nerf ou Nada!". A receita anual da marca Nerf é de aproximadamente US$ 400 milhões.